# Walter Fernández
Walter Fernández, né le 14 août 1989 à Caldes de Montbui en Espagne, est un joueur de football espagnol. Il évolue au poste de milieu offensif.

## Biographie
Walter Fernández est formé au RCD Espanyol puis au FC Barcelone. Il est successivement prêté en 2008 au Sporting Mahonés puis en 2009 à l'Antequera CF.
Walter Fernández commence sa carrière professionnelle lors de la saison 2009-2010 avec le Gimnàstic Tarragona. Avec ce club, il dispute un total de 44 matchs en deuxième division espagnole.
En 2011, Walter Fernández s'expatrie en Hongrie et s'engage en faveur du Videoton FC. Avec cette équipe, il remporte la Coupe de la Ligue hongroise et dispute ses premiers matchs en Ligue des champions.
En janvier 2013, Walter quitte la Hongrie et signe un contrat en faveur du club belge du KSC Lokeren. En janvier 2015, il part en Grèce et rejoint le Skoda Xanthi.

## Palmarès
- Vainqueur de la Coupe de la Ligue hongroise en 2012 avec le Videoton FC